# Chimeromyiidae
Chimeromyiidae (лат.) — семейство вымерших двукрылых насекомых из подотряда короткоусых.
Ископаемые остатки представителей семейства были найдены в нижне- и среднемеловых отложениях в ливанском бирманском и испанском янтарях (около 125—100 млн лет).

## Описание
Мелкие мухи, длина тела от 1,0 до 1,5 мм. Жгутики усиков видоизменены в длинную ариста с 3 члениками (два базальных очень короткие); пара оральных вибрисс (отсутствует у Chimeromyina); две пары длинных глазковых щетинок (задняя пара редуцирована у Chimeromyia reducta); один ряд акростихальных сетул. Характерные черты крыльев: плечевая жилка отсутствует, Sc неполная, Rs дивергирует дистально от основания крыла, R2 + 3 короткие и обычно резко приподнятые; R4 + 5 разветвляется с сильно расходящимися R4 и R5 (R4 часто почти перпендикулярна R5); поперечные жилки r-m и bm-cu на одной линии или почти на одной линии; анальные жилки сильно уменьшены или отсутствуют. Гениталии самца симметричны, с парой сурстилий и постгонитов, церки срослись по медиальному краю.

## Систематика
Наиболее близкими группами семейства являются Empidoidea (Asilomorpha) и базальные Cyclorrhapha (Muscomorpha). Chimeromyiidae рассматривается как монофилетическая вымершая группа из состава Eremoneura:
В семейство включают два ископаемых рода с 8 видами:
- † Род Chimeromyia  Grimaldi & Cumming, 1999[2]
  - † Chimeromyia acuta  Grimaldi & Cumming, 1999 (ливанский янтарь)[2]
  - † Chimeromyia alava  Arillo & Grimaldi, 2009 (испанский янтарь)
  - † Chimeromyia burmitica  Grimaldi & Cumming, 2009 (бирманский янтарь)
  - † Chimeromyia intriguea  Grimaldi & Cumming, 1999 (ливанский янтарь)[2]
  - † Chimeromyia mediobscura  Grimaldi & Cumming, 2009 (испанский янтарь)
  - † Chimeromyia pilitibia  Grimaldi & Cumming, 2009 (ливанский янтарь)
  - † Chimeromyia reducta  Grimaldi & Cumming, 1999 (ливанский янтарь)[2]
- † Род Chimeromyina  Arillo & Grimaldi, 2009
  - † Chimeromyina concilia  Arillo & Grimaldi, 2009 (испанский янтарь)